# 1 Timoteo 1

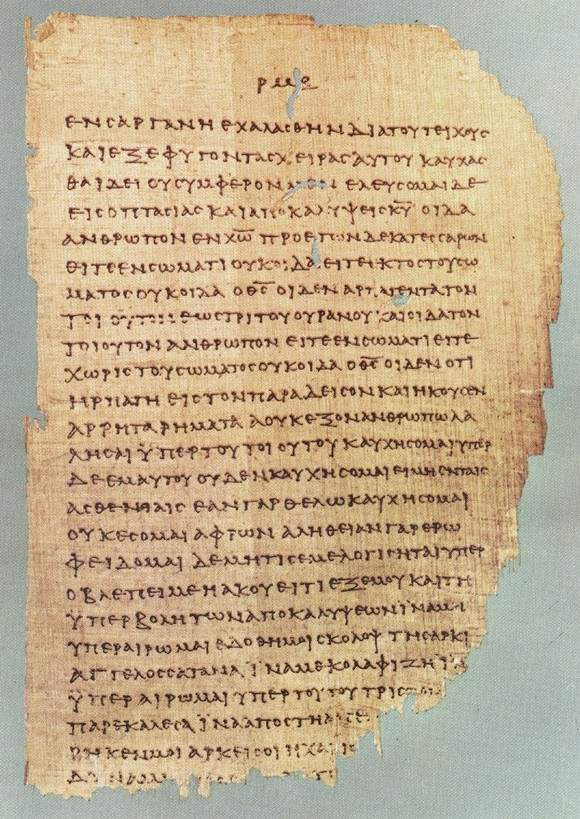
Folio del papiro 46, que contiene 2 Corintios 11:33-12:9

 1 Timoteo 1 es el primer capítulo de la Primera epístola a Timoteo o 1.ª de Timoteo, y se suele abreviar como «1 Tim. 1». que es uno de los veintisiete libros que conforman el Nuevo Testamento cristiano que forma un grupo homogéneo con la Segunda epístola a Timoteo y la epístola a Tito. Así mismo, es una de las trece epístolas atribuidas, por la tradición, a Pablo de Tarso. Su estilo y vocabulario son diferentes de los demás escritos paulinos por lo que la mayoría de los teólogos consideran que no fueron escritas por el apóstol Pablo o que no fue él mismo quien les dio su forma literaria, sino alguno de sus discípulos. Es probable que se encuentre entre las primeras de las cartas de Pablo, escritas probablemente a finales del año 52 d. C. Las catorce epístolas de Pablo de Tarso se dividen tradicionalmente en siete mayores y siete menores, en razón de su longitud e importancia.

## Manuscritos antiguos supervivientes
.

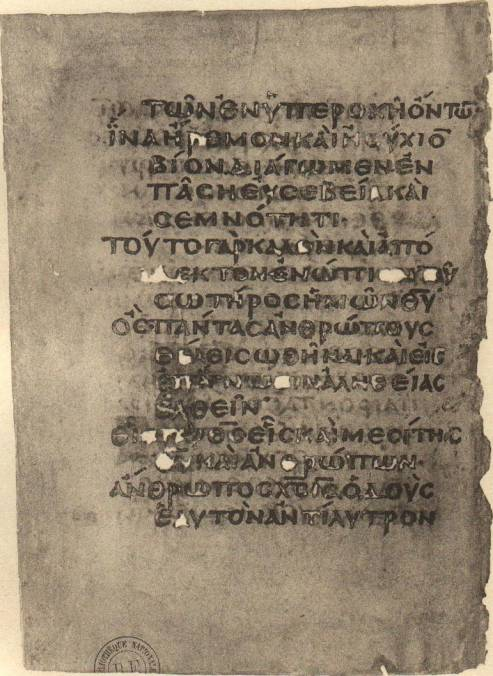
Fragmentos que muestran 1 Timoteo 2:2-6 en el Codex Coislinianus, de hacia 550 d. C.

El manuscrito original en griego koiné se ha perdido, y las texto de las copias supervivientes varían.
El primer escrito conocido de 1 Timoteo se ha encontrado en el Papiros de Oxirrinco 5259, designado P133, en 2017. Procede de una hoja de un códice datado en el siglo III (330-360). Otros manuscritos antiguos que contienen parte o la totalidad del texto de este libro son:
- Codex Alexandrinus (400-440)
- Codex Ephraemi Rescriptus (c. 450)
- Codex Freerianus (c. 450)
- Uncial 061 (c. 450)
- Codex Claromontanus (c. 550)
- Codex Coislinianus (c. 550)
- Uncial 0262 (siglo VII)[8]

## Contenido
- Saludo. Amonestar a los falsos doctores. Versículos 1-7
- Función de la Ley. Versículos 8-11
- La conversión del Apóstol. Versículos 12-17
- Recomendaciones a Timoteo. Versículos 18-20

Los estudiosos suelen dividir cada capítulo en varios subcapítulos que, a veces, no suelen coincidir con los epígrafes correspondientes. En este caso, el del Capítulo 1 coincide perfectamente.

### Saludo. Amonestar a los falsos doctores. Versículos 1-7
1-Pablo, apóstol de Cristo Jesús por disposición de Dios, nuestro Salvador, y de Cristo Jesús, nuestra esperanza, 
2-a Timoteo, verdadero hijo en la fe: gracia, misericordia y paz de parte de Dios Padre y de Cristo Jesús, Señor nuestro.
3-Ya te encarecí, al marcharme a Macedonia, que permanecieras en Éfeso para que ordenases a algunos que no enseñaran doctrinas diferentes, 
4-ni prestarán atención a mitos y genealogías interminables, que más que servir al designio de Dios en la fe fomentan discusiones. 
5-El fin de este mandato es la caridad, que brota de un corazón limpio, una conciencia buena y una fe sincera. 
6-Algunos, al apartarse de esto, se han convertido en charlatanes, 
7-pretendiendo ser doctores de la ley cuando no entienden lo que dicen ni lo que rotundamente afirman.

### Comentario
La advertencia a Timoteo resalta la importancia de mantener la enseñanza correcta (vv. 3-7), protegiéndola de interpretaciones erróneas y distorsiones (vv. 8-11). San Pablo le encomienda esta tarea a Timoteo para que, como líder, defienda la integridad del mensaje cristiano y guíe a la comunidad en la fe auténtica, sin desviarse hacia doctrinas falsas.(vv. 9-20).
La carta de Pablo a Timoteo es una guía dirigida a este joven discípulo para su liderazgo en la iglesia de Éfeso. Pablo enfatiza la importancia de proteger la enseñanza correcta (1:3-20) y ofrece indicaciones para la oración en comunidad (2:1-15). También detalla las cualidades que deben tener los líderes de la Iglesia (3:1-16), así como las pautas sobre cómo debe enseñar y comportarse, además de tratar temas sobre la conducta de algunos creyentes específicos (4:1-6:19). Un aspecto importante es el uso del título "salvador" para referirse a Dios, algo que en el contexto grecorromano se atribuía a emperadores y deidades paganas. Sin embargo, las Cartas Pastorales, en sintonía con la tradición del Antiguo Testamento, reservan este título para Dios, quien realiza su obra de salvación a través de Jesucristo. San Juan Crisóstomo añade que este título reafirma la misión divina en la figura de Cristo.

Sufrimos muchos males, pero tenemos grandes esperanzas; estamos expuestos a peligros y asechanzas, pero tenemos un Salvador, que no es un hombre, sino Dios. A nuestro Salvador no le pueden faltar las fuerzas, puesto que es Dios, y por grandes que sean los peligros, los superaremos.

Una de las grandes preocupaciones de las primeras comunidades cristianas, como la de Éfeso, fue preservar la auténtica fe en un contexto donde surgían diversas interpretaciones. Algunas de estas interpretaciones estaban influenciadas por tradiciones judías, mientras que otras incorporaban elementos de la religiosidad helenística, ajenos al mensaje de Cristo. Así, la labor primordial de quien lideraba la comunidad era proteger la enseñanza correcta, no para imponer una visión personal, sino para cultivar una caridad sólida y fundamentada en la verdad del Evangelio.

La fe enseña la verdad, y una fe pura hace nacer la caridad.

Y Santo Tomás explica que esto es así porque «quienes no tienen la fe verdadera no pueden amar a Dios, pues quien cree cosas falsas acerca de Dios ya no ama a Dios»; a lo sumo amará esa falsa caricatura de Dios en la que cree. En continuidad con esa enseñanza apostólica, la práctica pastoral de la Iglesia procura que la formación religiosa vaya sencilla y directamente a los contenidos fundamentales, expuestos con claridad, y evitando pérdidas de tiempo y posibles confusiones que podrían seguirse de propalar hipótesis poco probadas o teorías marginales a la fe. En esa línea, San Juan Pablo II aduce este texto de Pablo para indicar que los catequistas «se abstendrán de turbar el espíritu de los niños y de los jóvenes en esta etapa de su catequesis, con teorías extrañas, problemas inútiles o discusiones estériles, muchas veces fustigadas por San Pablo en sus cartas pastorales»

## Función de la Ley. Versículos 8-11
8-Sabemos que la Ley es buena si uno la usa legítimamente, 
9-teniendo en cuenta que la Ley no se ha dado para el justo sino para quienes no admiten norma ni sometimiento, para los impíos y pecadores, sacrílegos y profanadores, parricidas y matricidas, homicidas, 
10-adúlteros, sodomitas, traficantes de hombres, mentirosos, perjuros y para todo cuanto se opone a la sana doctrina, 
11-según el Evangelio de la gloria del Dios bienaventurado, que me ha sido confiado. 

### Comentarios
La exhortación a proteger la recta doctrina en las primeras comunidades cristianas no pretendía rechazar la enseñanza de la Ley de Moisés, que aún tenía valor para los cristianos, pero desde una perspectiva renovada. Según Pablo, los creyentes ya no están sujetos a la Ley, sino que viven en la fe en Cristo (Gálatas 3,24-26; 4,3-7), que es el régimen de la gracia (Romanos 6,14-15). Aunque los cristianos evitan lo prohibido por la Ley y cumplen sus mandatos, lo hacen de un modo más profundo: la Ley mosaica señala el pecado, pero no ofrece los medios para vencerlo. Sin embargo, “la ley del Espíritu de la vida en Cristo Jesús” (Romanos 8,2) permite alcanzar la justificación, algo que la Ley, por sí sola, no lograba. Por ello, se dice que “la Ley no se ha dado para el justo” (v. 9), pues el creyente justificado en Cristo no actúa por la obediencia a la Ley, sino movido por la fe y el amor a Dios. Los falsos maestros en Éfeso parecen no comprender la justificación que Cristo ofrece, ya que siguen centrados en detalles de la Ley, como si la salvación dependiera de su observancia.
La expresión «sana doctrina» (v. 10) es característica del lenguaje de las Cartas Pastorales. En el griego culto de la época, «sano» viene a significar lo mismo que «razonable»; con ello se da a entender que la doctrina de la fe y de la moral no contradice a la recta razón humana, sino que la ayuda y eleva por encima de sus posibilidades naturales. 

El hombre puede reconocer el bien y el mal gracias a aquel discernimiento del bien y del mal que él mismo realiza mediante su razón iluminada por la Revelación divina y por la fe, en virtud de la ley que Dios ha dado al pueblo elegido, empezando por los mandamientos del Sinaí. Israel fue llamado a recibir y vivir la ley de Dios como don particular y signo de la elección y de la Alianza divina, y a la vez como garantía de la bendición de Dios.

## La conversión del Apóstol. Versículos 12-17
12-Doy gracias a aquel que me ha llenado de fortaleza, a Jesucristo nuestro Señor, porque me ha considerado digno de su confianza al conferirme el ministerio, 
13-a mí, que antes era blasfemo, perseguidor e insolente. Pero alcancé misericordia porque actué por ignorancia cuando no tenía fe.
14-Y sobreabundó en mí la gracia de nuestro Señor, junto con la fe y la caridad, en Cristo Jesús.
....
17-Al rey de los siglos, al inmortal, invisible y único Dios, honor y gloria por los siglos de los siglos. Amén.

### Comentarios
Reconocer las propias limitaciones o sentirse indignos no debe impedir que los pastores de la Iglesia cumplan con su responsabilidad de enseñar y proteger la doctrina correcta. Su ejemplo de vida es clave para superar cualquier duda que pueda surgir en la comunidad, ya que, como muestra Pablo, es posible reconocer que la llamada al ministerio de la fe y el amor es un don gratuito. El versículo 15 sintetiza la obra redentora de Cristo, comenzando con una expresión solemne que resalta su importancia.

Ningún otro fue el motivo de la venida de Cristo el Señor sino la salvación de los pecadores —comenta San Agustín—. Si eliminas las enfermedades, las heridas, ya no tiene razón de ser la medicina. Si vino del cielo el gran médico es que un gran enfermo yacía en todo el orbe de la tierra. Ese enfermo es el género humano.

Esta verdad es una de las fundamentales de la fe, recogida en el Credo: «Que por nosotros los hombres y por nuestra salvación, bajó del cielo». Se cierra el pasaje con una doxología solemne (v. 17), exclamación de alabanza a Dios.

## Recomendaciones a Timoteo. Versículos 18-20
18-Este mandato te confío, Timoteo, hijo mío, conforme a las profecías hechas sobre ti anteriormente: que de acuerdo con ellas milites en este noble combate, 
19-mantengas la fe y la buena conciencia. Algunos, por haberla desechado, naufragaron en la fe. 
20-Entre ellos están Himeneo y Alejandro, a quienes entregué a Satanás para que aprendan a no blasfemar.

### Comentarios
De la misma manera que Pablo defendió la doctrina correcta sin dudar, Timoteo también debe asumir con firmeza esa misma responsabilidad. En el contexto del Nuevo Testamento, el término "profecías" no suele referirse a la predicción de eventos futuros, sino a la misión confiada a Timoteo mediante la imposición de manos y a las palabras de ánimo con las que el Apóstol lo orientó. La fe, siendo un don de Dios, puede perderse, por lo que es necesario esforzarse por mantenerla. Para ello, es indispensable una "buena conciencia" (v. 19), es decir, una conciencia bien formada, ya que cuando esta se corrompe, tiende a justificar acciones moralmente incorrectas, apartándose de la verdadera fe. Lo advertía San Juan Crisóstomo:

Porque el que dice adiós a la vida cristiana se forma una creencia semejante a sus costumbre.

La expresión "entregar a Satanás" (v. 20) implica excluir a ciertas personas de la comunión eclesial. Este tipo de excomunión tiene una intención correctiva y pastoral: busca tanto el bienestar de la comunidad como la corrección de los herejes. Sobre los personajes mencionados, sabemos poco. Himeneo probablemente sea el mismo al que se hace referencia en 2 Tim 2,17, donde se le acusa de enseñar que la resurrección ya había ocurrido. Alejandro es un nombre común, lo que dificulta su identificación; podría tratarse del herrero mencionado en 2 Tim 4,14-15, aunque también en los Hechos se menciona a un Alejandro en Éfeso.